# 郭湖生
郭湖生（1931年4月28日—），男，原籍河南孟津，生于浙江湖州，中国建筑史理论学家，曾任东南大学教授、博士生导师，第七、八届全国政协委员。